# David Gale (Schauspieler)
David Quentin Gale (* 2. Oktober 1936 in Wimbledon, London, England; † 18. August 1991 in Los Angeles, Kalifornien) war ein britischer Schauspieler.
Gale starb 1991 nach Komplikationen bei einer Herzoperation.

## Filmografie (Auswahl)
- 1971: A Weekend with Strangers
- 1972–1974: The Secret Storm (Fernsehserie)
- 1973: Solar Flares Burn for You (Kurzfilm)
- 1976: Kojak – Einsatz in Manhattan (Kojak, Fernsehserie, eine Folge)
- 1976–1977: The Edge of Night (Fernsehserie)
- 1978: Der große Trick (The Big Fix)
- 1979: Killer hinter der Maske (Savage Weekend)
- 1981: Ryan’s Hope (Fernsehserie, 2 Folgen)
- 1981: Das Haus meiner Träume (Dream House, Fernsehfilm)
- 1982–1983: Search for Tomorrow (Fernsehserie)
- 1983: The Gold Diggers
- 1983: Hart aber herzlich (Hart to Hart, Fernsehserie, eine Folge)
- 1983: Ein Duke kommt selten allein (The Dukes of Hazzard, Fernsehserie, eine Folge)
- 1984;1990: Dallas (Fernsehserie, 2 Folgen)
- 1985: The Pirates of Penzance (Fernsehfilm)
- 1985: Re-Animator
- 1985: Liebe, Lüge, Leidenschaft (One Life to Live, Fernsehserie, eine Folge)
- 1987: Geschichten aus der Schattenwelt (Tales from the Darkside, Fernsehserie, eine Folge)
- 1988: Jakarta
- 1988: Syngenor
- 1988: Das Gehirn (The Brain)
- 1988: Die nackte Kanone (The Naked Gun: From the Files of Police Squad!)
- 1988: Paradise – Ein Mann, ein Colt, vier Kinder (Paradise, Fernsehserie, eine Folge)
- 1989: Feuersturm und Asche (War and Remembrance, Miniserie)
- 1989: L.A. Law – Staranwälte, Tricks, Prozesse (L.A. Law, Fernsehserie, eine Folge)
- 1989: Bride of Re-Animator
- 1990: Syngenor – Das synthetische Genexperiment (Syngenor)
- 1990: Pentagramm – Die Macht des Bösen (The First Power)
- 1990: Unter der Sonne Kaliforniens (Knots Landing, Fernsehserie, 2 Folgen)
- 1991: Blinder Hass (Line of Fire: The Morris Dees Story, Fernsehfilm)
- 1991: Mutronics – Invasion der Supermutanten (The Guyver)
- 1991: Switch – Die Frau im Manne (Switch)